# Korinthoszi-csatorna
A Korinthoszi-csatorna 6343 méter hosszú mesterséges víziút Görögországban, az Égei-tenger és a Jón-tenger között, amelyet a Korinthoszi-földszoros átvágásával hoztak létre 1881–1893 között.

## Története
A keskeny földszoros az antik görög kultúra kezdetei óta akadályozta a hellén hajózást, 400 kilométeres kerülőre kényszerítve az Adriai-tenger és a Földközi-tenger keleti vizei közt közlekedő hajósokat. Az út lerövidítésére hozta létre Korinthosz városállam a diolkosznak nevezett szállítóutat, amelyen az árukat és kisebb hajókat is át tudtak vontatni egy 6–7 km hosszú kövezett úton Periandrosz idejében az i. e. 7. század végén, aki csatorna építését is tervezte. A terv azonban a kor technikai színvonalán megvalósíthatatlan volt. Néró 67-ben 6000 rabszolgát rendelt a csatorna építésére, de a következő évben bekövetkezett halála után a munkálatok leálltak és a terv feledésbe merült.
A mai csatornát 1881 és 1893 között építtette a görög állam Türr István és a Panama-csatorna építéséből is részt vállaló Gerster Béla tervei alapján. Az építkezést elkezdő francia társaság a csatorna két végének kimélyítése után csődbe jutott. Antonisz Matszas vezetésével egy görög vállalkozói csoport vette át a munkálatokat, akik végül 10 év alatt fejezték be a építkezést. A csatorna megépítése a kor technikai csúcsteljesítményei közé tartozott. A csatornát nem zárták le zsilipekkel. A két végponton a közúti forgalom úgynevezett merülőhidakon át zajlik, amelyek a csatornán át közlekedő hajók érkezésekor egyszerűen alábuknak. Ezeken kívül két közúti és két vasúti híd is megépült.

## Jelentősége a hajózásban
A Korinthoszi-csatorna már megépítésekor is csak a kor átlagos méretű hajóinak átbocsátására volt alkalmas. Bár kis szélessége és sekély vize nem teszi lehetővé, hogy a mai modern hajók áthaladhassanak rajta, jelentős forgalmat bonyolít. Évente 11 000, főként az idegenforgalomban működő hajó halad át rajta, de a nagy vízmélységet nem igénylő partmenti teherhajó-forgalom jelentős része is itt halad át.

## Technikai adatok
A sziklák legmagasabb pontja a csatornák két oldalán 63 méter.
| Hossz:                | 6 343 méter |
| A víztükör szélessége | 24,6 méter  |
| A hajóút szélessége   | 21,3 méter  |
| Mélység               | 8 méter     |

## Képek

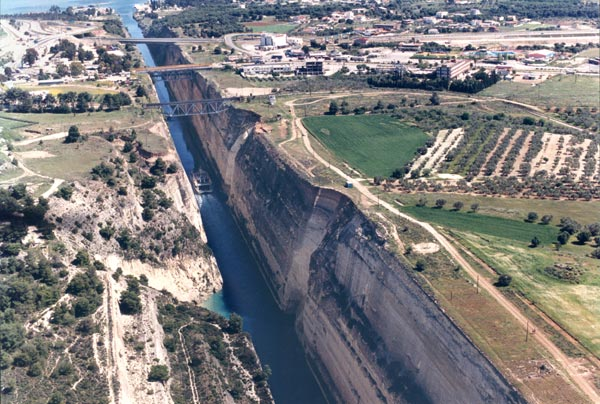
A Korinthoszi-csatorna fölött átmenő közúti hidak
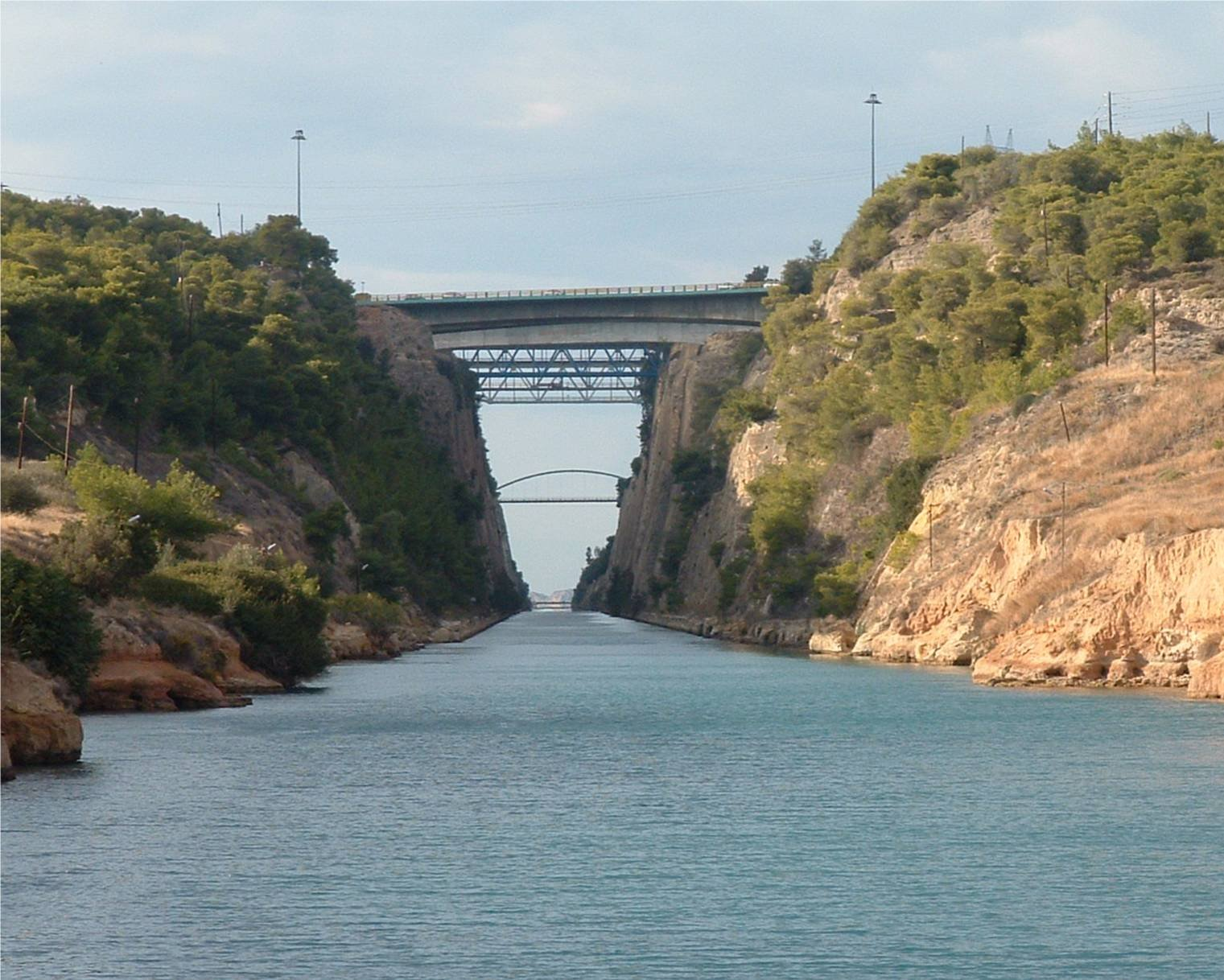
A csatorna bejárata
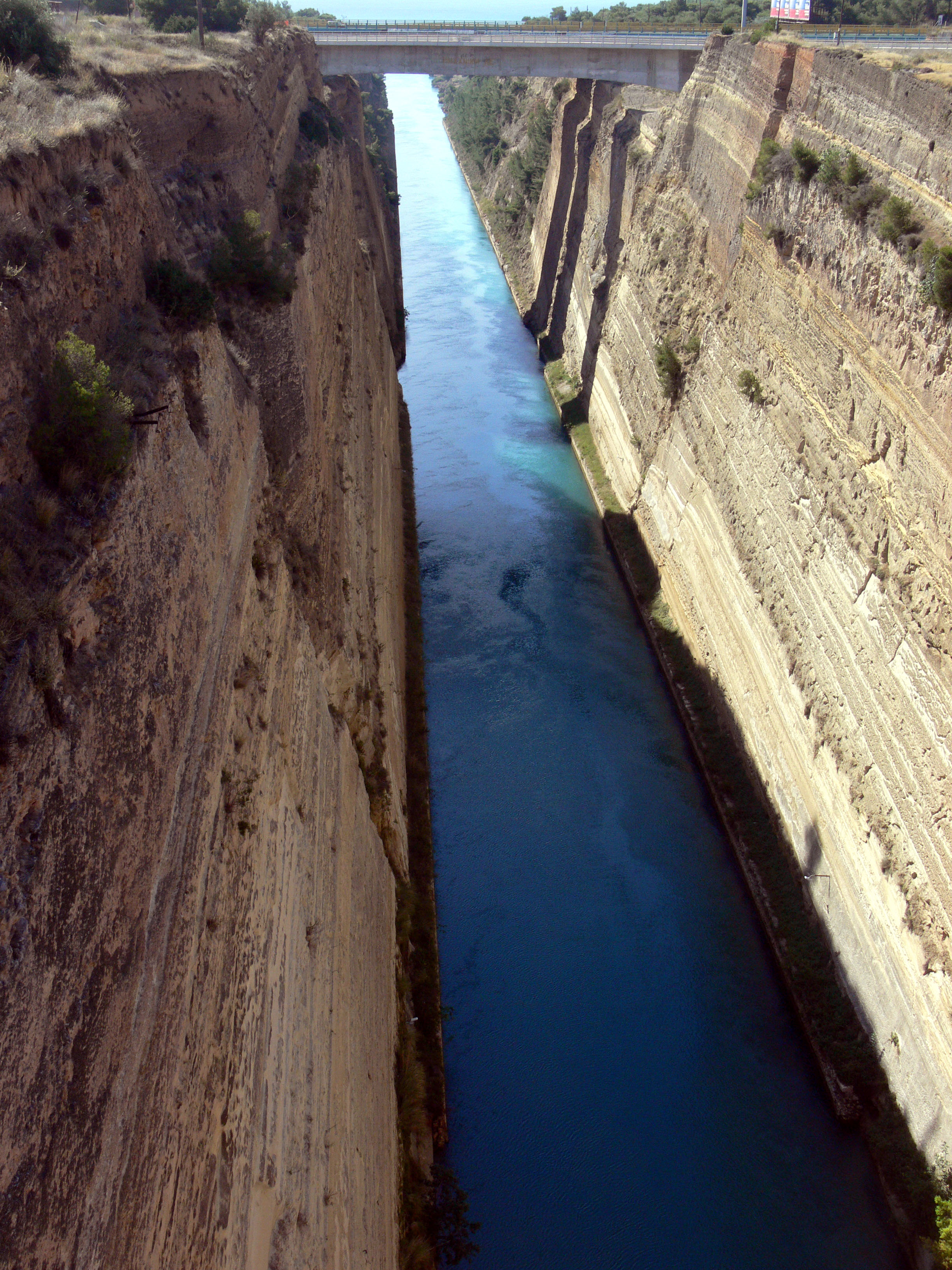
A csatorna felülről
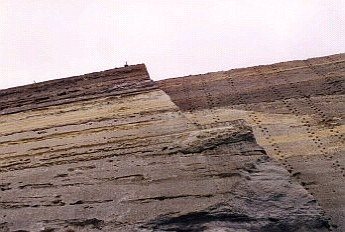
A csatorna fala
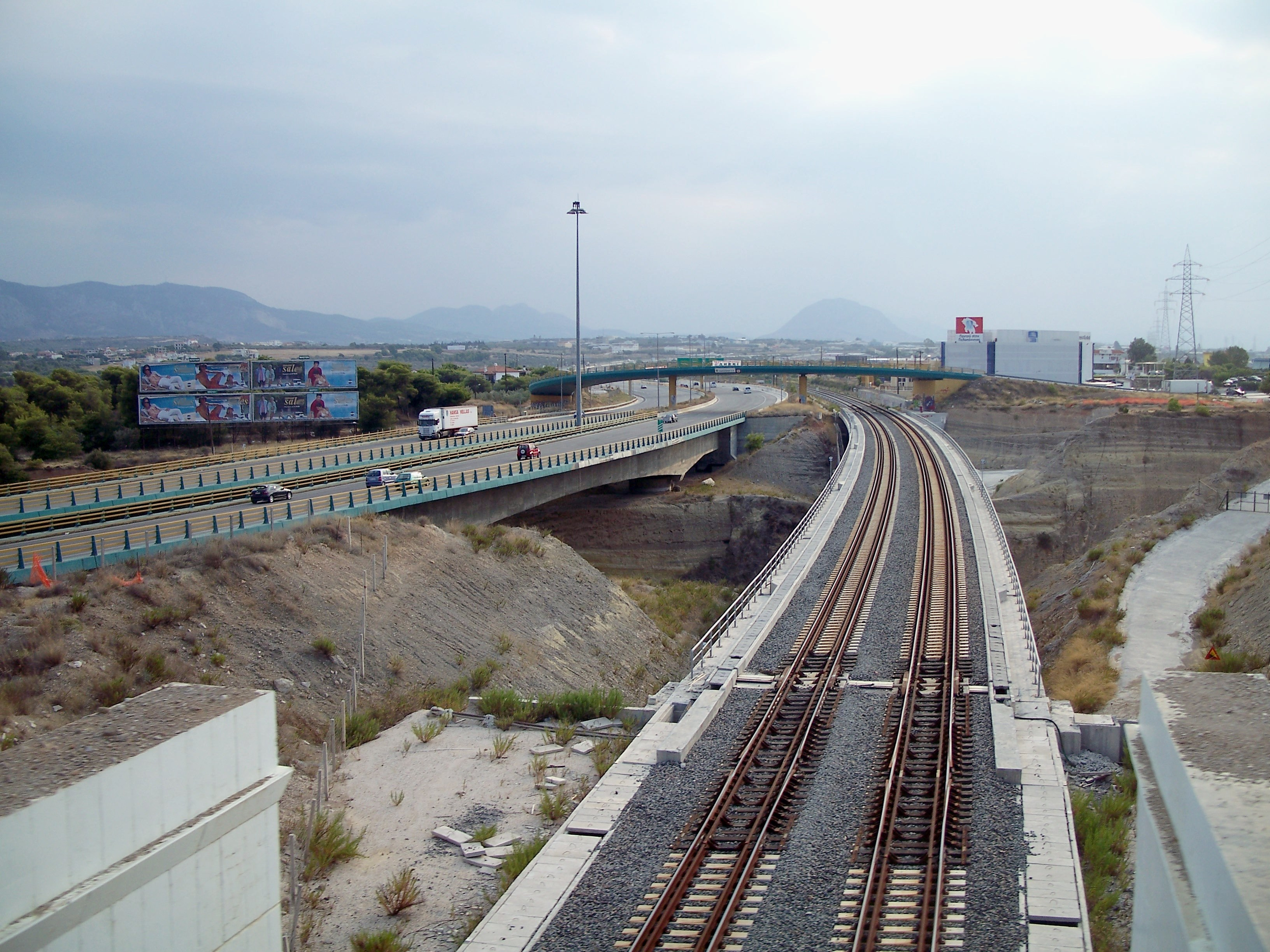
Autópálya- és vasúti híd a csatorna fölött
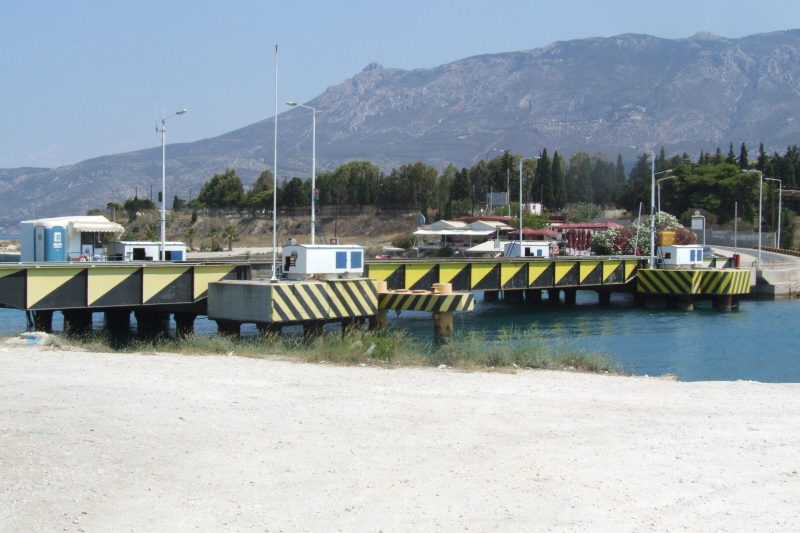
Merülőhíd Korinthosznál
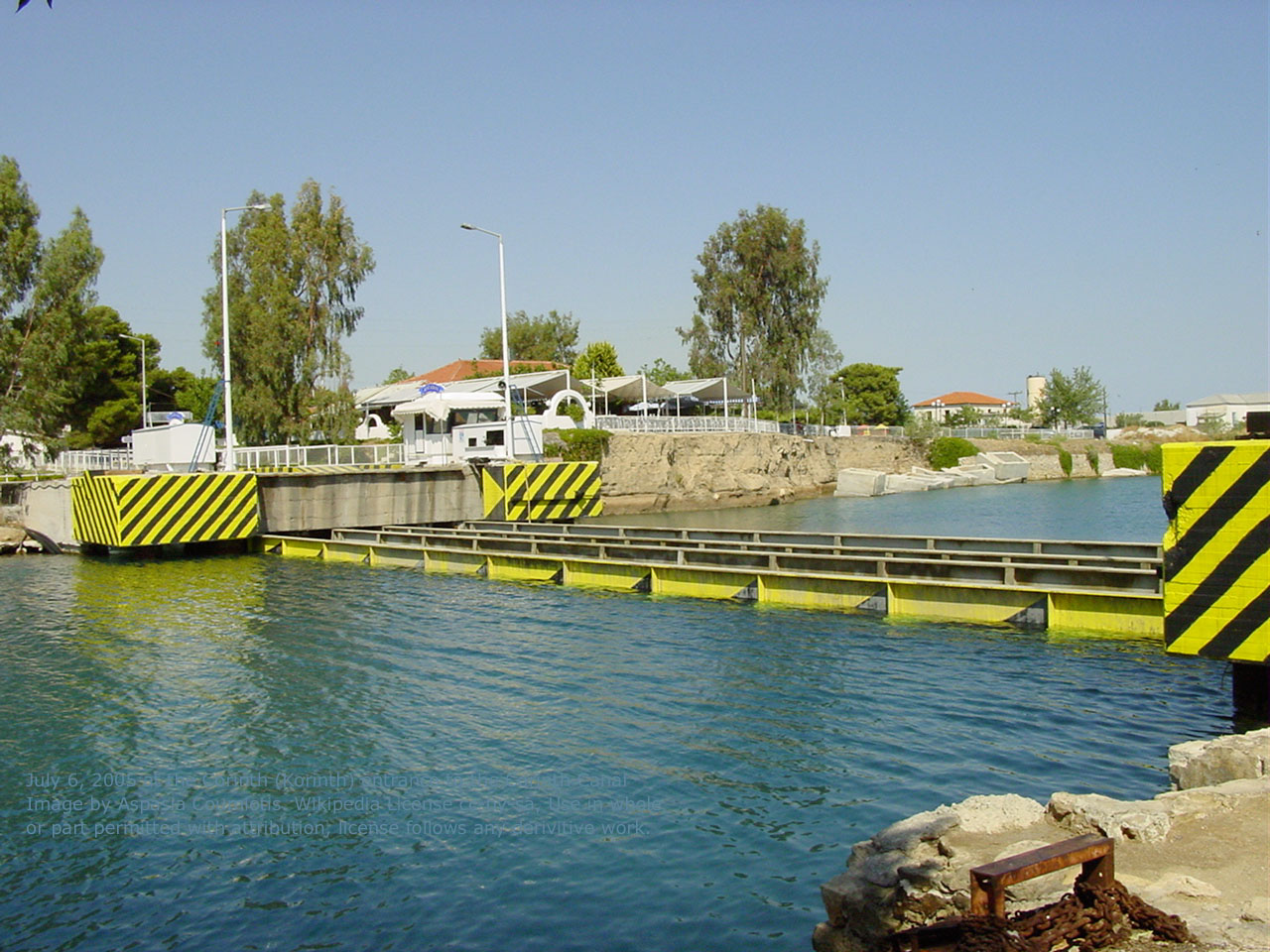
Merülőhíd
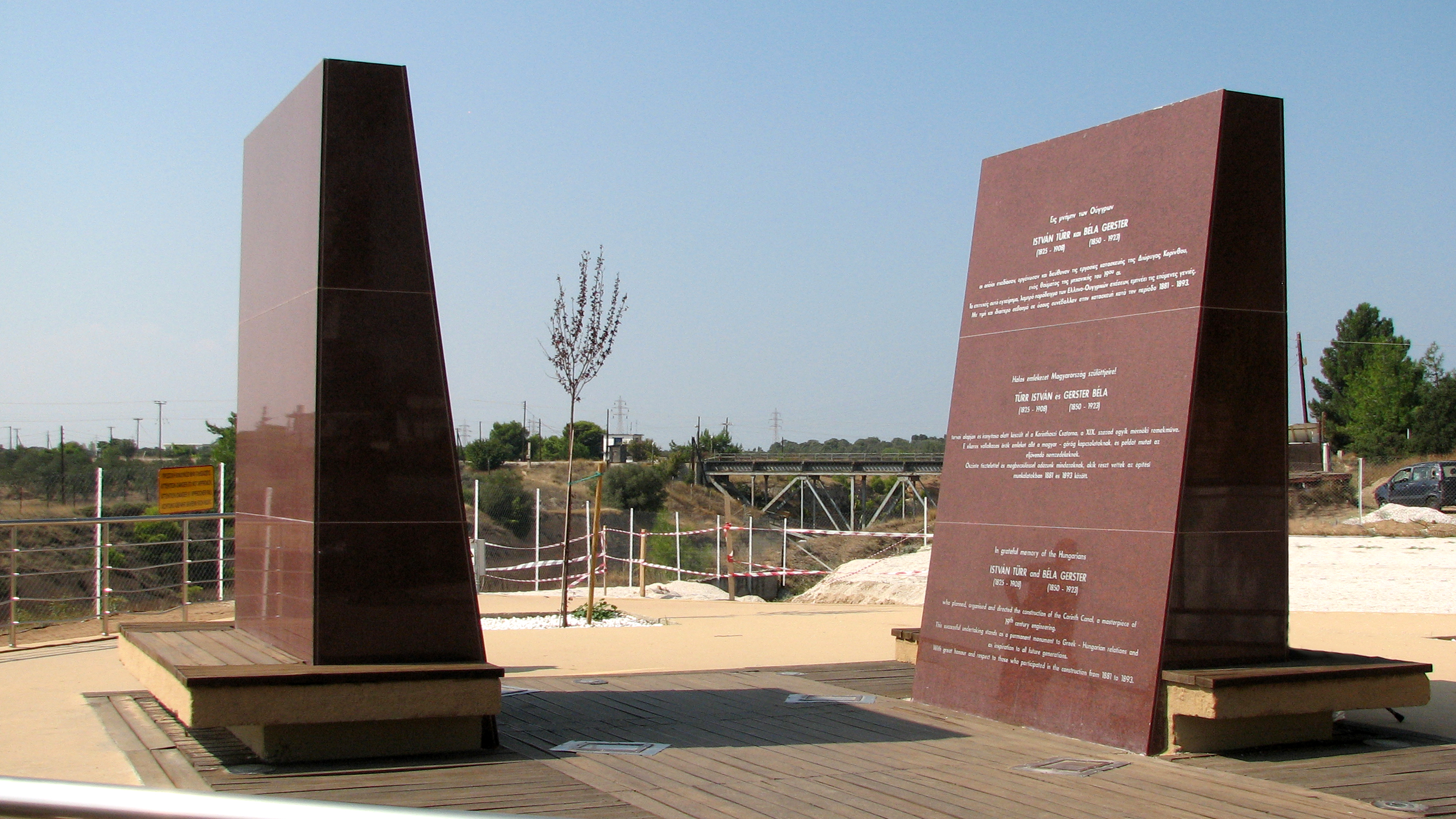
A magyar építők emlékműve a csatornánál